# Michael Reiß
Michael Reiß (* 6. September 1949 in Baden-Baden) ist ein deutscher Wirtschaftswissenschaftler. Von 1988 bis 2013 war er Inhaber des Lehrstuhls für Allgemeine Betriebswirtschaftslehre (ABWL) und Organisation an der Universität Stuttgart.

## Leben
Michael Reiß studierte Wirtschaftswissenschaften und Psychologie an den Universitäten Frankfurt und Freiburg und war ab 1973 wissenschaftlicher Mitarbeiter an der Albert-Ludwigs-Universität Freiburg. Dort erfolgte 1978 die Promotion zum Dr. rer. pol. und 1984 die Habilitation im Fach Betriebswirtschaftslehre. Im Anschluss an eine Lehrstuhlvertretung an der Universität zu Köln war er von 1988 bis 2013 in Nachfolge von Wilhelm Bierfelder Inhaber des Lehrstuhls für ABWL und Organisation am Betriebswirtschaftlichen Institut der Universität Stuttgart.
Zu seinen Forschungsschwerpunkten zählen Change Management, Komplexitätsmanagement, Prozessorganisation, Kooperationsmanagement und Netzwerkorganisation.

## Publikationen
- Kriterienpluralismus als Problem erfolgsorientierter Planung, Zürich, Frankfurt und Thun 1978 (= Dissertation)
- Organisation als Potentialgestaltung. Die handlungsorientierte Konzeption einer integrativen und integrierten betrieblichen Gestaltungsfunktion, Freiburg 1984 (= Habilitationsschrift)
- mit Herbert Gassert und Péter Horváth (Hrsg.): Komplexität meistern – Wettbewerbsfähigkeit sichern, Stuttgart 1993, ISBN 3-7910-0653-3.
- mit Hans Corsten (Hrsg.): Handbuch Unternehmungsführung. Konzepte – Instrumente – Schnittstellen, Wiesbaden 1995, ISBN 3-409-19974-8.
- mit Lutz von Rosenstiel und Anette Lanz (Hrsg.): Change Management. Programme, Projekte und Prozesse. (= USW-Schriften für Führungskräfte Band 31), Stuttgart 1997, ISBN 3-7910-0947-8.
- (Hrsg.): Der neue Mittelstand. Start up-Unternehmer in agilen Netzwerken, Frankfurt 1998, ISBN 3-929368-92-7.
- (Hrsg.): Netzwerkorganisation in der Unternehmenspraxis. Virtuelle Unternehmen, Partnerschaften, E-Business (Förderkreis Betriebswirtschaft an der Universität Stuttgart e.V.), Bonn 2000, ISBN 978-3-932306-38-9.
- (Hrsg.): Netzwerk-Unternehmer. Fallstudien netzwerkintegrierter Spin-offs, Ventures, Start-ups und KMU, München 2000, ISBN 978-3-8006-2584-0.
- mit Hans Corsten (Hrsg.): Betriebswirtschaftslehre. Band 1, 4. Auflage, München 2008, ISBN 978-3-486-58652-7.
- mit Hans Corsten (Hrsg.): Betriebswirtschaftslehre. Band 2, 4. Auflage, München 2008, ISBN 978-3-486-58653-4.
- Hybridorganisation. Netzwerke und virtuelle Strukturen, Stuttgart 2013, ISBN 978-3-17-019691-9.
- mit Wilhelm Schmeisser, Arno Rolf und Rebecca Popp: Organisation, München 2014, ISBN 978-3-8252-3976-3.
- Komplexitätsmanagement. Grundlagen und Anwendungen, Stuttgart 2020, ISBN 978-3-17-035593-4.